# Salix triandroides
Salix triandroides là một loài thực vật có hoa trong họ Liễu. Loài này được W.P. Fang miêu tả khoa học đầu tiên năm 1948.